# إم سي رينيه
إم سي رينيه (بالألمانية: MC Rene) هو رابر ألماني، ولد في 11 سبتمبر 1976 في براونشفايغ في ألمانيا.

## وصلات خارجية
- الموقع الرسمي
- إم سي رينيه على موقع IMDb (الإنجليزية)
- إم سي رينيه على موقع ميوزك برينز (الإنجليزية)
- إم سي رينيه على موقع ديسكوغز (الإنجليزية)